# Günter Jaeuthe
Günter Jaeuthe (* 25. April 1940 in Berlin; † 29. November 2022 in Limsdorf) war ein deutscher Kameramann, der insbesondere bei der DEFA wirkte.

## Leben und Werk
Günter Jaeuthe studierte nach seiner Facharbeiterausbildung im Kopierwerk an der Filmhochschule in Potsdam-Babelsberg. Ab 1966 war er bei der DEFA als Kameramann angestellt. Er arbeitete jahrelang für den Regisseur Herrmann Zschoche. 12 Kinofilme realisierte das Gespann gemeinsam. Unter Jaeuthes Kameraführung entstanden unter anderem die populären DEFA-Jugendfilmklassiker Sieben Sommersprossen und Und nächstes Jahr am Balaton, aber auch der Hölderlin-Film Hälfte des Lebens mit Ulrich Mühe und Jenny Gröllmann in den Hauptrollen oder der von zensorischen Eingriffen betroffene Coming-of-Age-Film Insel der Schwäne. Unter der Regie von Jörg Foth übernahm Jaeuthe die Kamera bei Dschungelzeit, dem einzigen DEFA-Spielfilm, der in Co-Produktion mit Vietnam entstand.
Nach der Wiedervereinigung war Jaeuthe bis 2000 als freier Kameramann tätig. Er lebte in Limsdorf.

## Filmografie (Auswahl)
- 1972: Eolomea
- 1973: Aus dem Leben eines Taugenichts
- 1974: Liebe mit 16
- 1975: Abenteuer mit Blasius (Regie: Egon Schlegel)
- 1975: Mein blauer Vogel fliegt
- 1976: Philipp, der Kleine
- 1977: Feuer unter Deck
- 1978: Einer muß die Leiche sein
- 1978: Sieben Sommersprossen
- 1980: Der Spiegel des großen Magus
- 1980: Glück im Hinterhaus
- 1980: Und nächstes Jahr am Balaton
- 1981: Bürgschaft für ein Jahr
- 1983: Insel der Schwäne
- 1983: Alfons Köhler (Fernsehfilm)
- 1983: Polizeiruf 110: Auskünfte in Blindenschrift
- 1985: Hälfte des Lebens
- 1987: Die Alleinseglerin
- 1988: Dschungelzeit
- 1989: Grüne Hochzeit
- 1999: Einfach raus
- 2000: In aller Freundschaft (Fernsehserie, 3 Folgen)